# Châu Hoa Kiện
Châu Hoa Kiện hay Chu Hoa Kiện (chữ Hán giản thể: 周华健, chữ Hán phồn thể: 周華健, tiếng Anh: Wakin Chau, sinh ngày 22 tháng 12 năm 1960) là nam ca sĩ-nhạc sĩ, nhà sản xuất âm nhạc gốc Hồng Kông và là một trong những ca sĩ Trung Quốc có ảnh hưởng nhất trong những năm 1990 trong khu vực Đại Trung Hoa và Đông Nam Á. Anh cùng với các danh ca Vương Kiệt, Tề Tần và Đồng An Cách được mệnh danh là Tứ Đại Thiên Vương của Đài Loan. Đồng thời, với thành tích doanh số và lượng vé trong concert được bán ra trong những năm 1994-1996, anh được báo chí Hồng Kông mệnh danh là "Thiên Vương Sát Thủ" hay "Ca Vương Quốc Dân", mặc dù Châu Hoa Kiện từng thể hiện trên các phương tiện truyền thông rằng anh không thích danh hiệu đó.
Anh cũng được biết đến với vai trò là huấn luyện viên của chương trình Sing My Song (Ca Khúc Hay Trung Quốc, 中国好歌曲) mùa 1, mùa 2 cũng như thành viên trong Ban giám khảo của chương trình Thách Thức Điều Không Thể (挑戰不可能) mùa 1 do CCTV sản xuất.
Tại Việt Nam, các ca khúc của anh được nhiều khán giả biết đến như Tiếng sáo phiêu bồng, Lãng quên chiều thu (Lam Trường), Kiếp rong buồn, Thiên hạ hữu tình nhân (Đan Trường), Anh không muốn ra đi (Nguyễn Phi Hùng), Bến mộng (Kenny Thái), Cánh chim cuối trời (Lam Trường, Cẩm Ly), Ngày không em (Ưng Hoàng Phúc), vv...

## Tiểu sử
Nguyên quán của Châu Hoa Kiện ở Sán Đầu, tỉnh Quảng Đông. Anh được sinh ra tại Tây Doanh Bàn, Hồng Kông, là con thứ tư nên nhũ danh là Tứ Ngưu (四牛). Trên anh có 3 người anh trai (Hoành Kiện, Vĩ Kiện, Hào Kiện) và một em gái. Gia đình anh kinh doanh một cửa hàng gạo. Anh từng theo học trường tiểu học Lỗ Ban Quảng Duyệt Đường (廣悅堂魯班學校). Năm 1973, anh tiếp tục theo học trường trung học New Method College (新法書院), bạn cùng trường với đạo diễn nổi tiếng Đường Quý Lễ (唐季禮). Năm 1974, trong dịp sinh nhật lần thứ 14 tuổi của mình, Châu Hoa Kiện được anh trai mình là Châu Hào Kiện tặng cho một cây guitar. Anh tỏ ra rất thích thú và thường luyện tập mọi lúc mọi nơi nhưng cũng việc tập luyện quá say sưa đã khiến Châu Hoa Kiện lực học sút kém. Hậu quả là năm 1975, anh ở lại lớp trong năm thứ 3 trung học.
Năm 1978, ở tuổi 18, anh đã cùng một số người bạn thành lập một ban nhạc, tham gia cuộc thi hát nghiệp dư do Đài truyền hình Hồng Kông tổ chức lần đầu tiên dưới tên gọi "Dusty", giành giải quán quân.。
Năm 1979, anh sang Đài Loan du học. Năm 1981, sau 2 năm cố gắng, anh được nhận vào khoa Toán, Đại học Quốc gia Đài Loan, nhưng sau đó lại phát hiện những con số vốn không hấp dẫn với mình. Trong học kỳ, sau khi được đàn anh giới thiệu, anh bắt đầu công việc hát phục vụ tại nhà hàng phương Tây ở quận Sỹ Lâm, thành phố Đài Bắc.

## Sự nghiệp

### Giai đoạn ra mắt: 1985－1986[4]
Năm 1984, Châu Hoa Kiện và Lâm Lương Nhạc, Tiền Tuy Hâm cho ra mắt một album tổng hợp Danh Ca Tam Nhân Hành (名歌三人行). Trong album này, anh đã lần đầu tiên phát hành công khai một nhạc phẩm do bản thân sáng tác có tên Ai đã từng nói (誰曾說過).
Năm 1985, Châu Hoa Kiện đã thu âm album cá nhân đầu tiên Điệu Waltz Cuối (最後圓舞曲), nhưng không may, công ty thu âm phá sản vài ngày trước khi album được phát hành, vì vậy album đã không thể ra mắt. Trong quá trình hoạt động như một ca sĩ phòng trà tại một nhà hàng phương Tây ở Đài Bắc, anh đã gặp Constance. A. Woods, người sau này trở thành vợ của anh.
Năm 1986, dưới sự đánh giá cao và giới thiệu của nhạc sĩ-nhà sản xuất nổi tiếng Lý Tông Thịnh, cuối cùng anh ấy đã gia nhập hãng thu âm Rock Records (滾石唱片)với tư cách là trợ lý sản xuất. Sau một lần cùng nữ ca sĩ Đài Loan Tề Dự phát hiện, anh đã được đàn chị giới thiệu cho nhạc sĩ-nhà sản xuất nổi tiếng Trần Dương. Châu Hoa Kiện bắt đầu sự nghiệp ca hát của mình trong các bài hát quảng cáo. Trong giai đoạn này, tác phẩm Phương hướng của trái tim (心的方向) của anh đã đạt được một số thành tích nhất định trên thị trường. Sau này, nó được phát hàn với tư cách như bài hát chủ đề chính trong album cùng tên của Châu Hoa Kiện (cũng là album cá nhân chính thức đầu tiên tại Rock Records của anh). Một số ca khúc như Trong ánh mắt người (眼眶之中) đã được đưa vào album cá nhân của nữ ca sĩ cùng công ty với anh và cũng là một ca sĩ nổi tiếng thời điểm đó, Phan Việt Vân. Bài hát này sau đó cũng có một phiên bản tiếng Quảng Đông do Trương Quốc Vinh biểu diễn dưới tên Nàng trong mắt tôi (我眼中的她) cũng như một phiên bản tiếng Quảng Đông do chính Châu Hoa Kiện hát dưới tên Từng trải dâu bể cũng là yêu (曾經滄海也是愛).
Sau đó, Châu Hoa Kiện tiếp tục lần thử sức tiếp trong album tổng hợp Thiên đường vui vẻ (快樂天堂) của hãng thu âm Rock Records. Anh cùng với Lý Tông Thịnh, Hoàng Vận Linh và một số nghệ sĩ khác cũng tham gia phát hành album Tôi có lời muốn nói (我有話想説). Bắt đầu từ đây, Châu Hoa Kiện được công ty chủ trương xây dựng hình tượng "Dương Quang Du Tử" (tạm dịch: Lãng tử mặt trời) vì hình ảnh và thể loại tích cực, lành mạnh trong tính cách và tiếng hát của anh.

### Thời kỳ "Dương Quang Du Tử": 1987-1990
Vào ngày 13 tháng 7 năm 1987, Châu Hoa Kiện chính thức cho ra mắt album đơn đầu tiên "The Direction of the Heart" thuộc Rolling Stones và được đón nhận rộng rãi, đạt được bước ngoặt quan trọng trong sự nghiệp ca hát của anh. Album được chọn là một trong "Top 100 album Đài Loan" 
Năm 1988, album tiếng Trung thứ hai "Tôi Hi Sinh Chân Tình, Tôi Thực Hiện Giấc Mộng" và album tiếng Anh đầu tiên "Sad Without You" được phát hành lần lượt, lập kỷ lục mới về doanh số, và từ đó thiết lập vị trí ca sĩ mạnh mẽ. Năm 1989, anh phát hành album tiếng Quan thoại "Trả nhiều hơn, mong đợi nhiều hơn" và "Giấc mơ thực sự nhất", và đĩa đơn "Legend of Widow Village" đã lọt vào danh sách "Giải thưởng Nam nghệ sĩ xuất sắc nhất" trong Giải thưởng Bài hát vàng đầu tiên của Đài Loan.
Vào ngày 9 tháng 11 năm 1990, album tiếng Quan Thoại "Don't Wanna Be Alone" đã được phát hành và lúc này con trai đầu chào đời. Vào ngày mong chờ sự ra đời của con trai, anh đã viết hai bài hát nổi tiếng "My dearest baby" và "I Willing to Wait". Trong năm đó, bài hát "There Is Love In This City" do anh sáng tác được chọn là bài hát chủ đề của cuộc thi Thế vận hội thường niên Đài Loan và đã thắng giải tại hạng mục ca hát của Golden Melody Award for Song of the Year lần thứ 2.

### Thời kỳ "Ca Vương quốc dân"：1991-1993
Vào ngày 28 tháng 11 1991, Châu Hoa Kiện phát hành album tiếng Quan Thoại quan trọng của mình "Make Me Happy and Worry Me" và đã bán được hơn 2 triệu bản. Bài hát cùng tên nhanh chóng trở nên phổ biến trên khắp cộng đồng Hoa ngữ, khẳng định vị thế của anh. Với album này anh được đề cử tại hạng mục "Nam nghệ sĩ xuất sắc nhất" tại Giải thưởng Giai điệu vàng lần thứ 3 của Đài Loan, và một lần nữa lọt vào "Top 100 album Đài Loan" sau album "The Direction of the Heart".
Bên cạnh việc tổ chức concert cá nhân "Thanh xuân phi trì" (青春飛馳) tại sân vận động Trung Sơn Cao Hùng, anh cũng lần đầu tiên cũng biểu diễn ở Trung Quốc đại lục.
Năm 1992, anh được truyền cảm hứng từ đĩa đơn "The song of a ferryman" để thành lập phòng thu riêng Stars Ferry Music (擺渡人音樂工作室). Châu Hoa Kiện cũng đã sản xuất và phát hành album tiếng Anh "I remember", và doanh thu đã lập kỷ lục chưa từng có cho album tiếng Anh tại Đài Loan. Cùng năm đó, anh nhận giải giành "Ca sĩ hát tiếng phổ thông hay nhất năm" tại Giải thưởng Giai điệu vàng lần thứ tư của Đài Loan cho album "Make Me Happy and Worry Me". Anh cũng giành được đề cử "Giải thưởng dành cho nhạc sĩ xuất sắc nhất".
Năm 1993, album tiếng Hoa "Hoa tâm" được phát hành và hơn 4 triệu bản đã được bán trên khắp châu Á, nhận danh hiệu vô địch doanh số hàng năm kỷ lục Trung Quốc toàn cầu của IFPI; doanh thu album đánh dấu sự nghiệp diễn xuất cá nhân của Zhou Huajian ở đỉnh cao, đã khẳng định vị thế là "Ca vương quốc dân" trong nền âm nhạc Trung Quốc. Đồng thời, lần đầu tiên, hãng thu âm lần đầu tiên ra mắt bản karaoke cho ca khúc "Hoa tâm" và "Chiếc gối cô đơn" của Châu Hoa Kiện.
Tour lưu diễn vòng quanh khu vực Đại Trung Hoa được tổ chức lần đầu tiên tại Nhà tưởng niệm Tôn Trung Sơn Đài Bắc vào tháng 7. Chuyến lưu diễn cá nhân đầu tiên ở Đại lục có tên "Đêm Nay Dương Quang Xán Lạn" tổ chức tại Bắc Kinh, Thành Đô và nhiều nơi khác kéo dài suốt tháng 7. Concert solo đầu tiên của anh tại Hồng Kông được tổ chức tại sân vận động Queen Elizabeth. Cùng năm, anh được đề cử cho "Giải thưởng Nam nghệ sĩ xuất sắc nhất" tại Giải thưởng Kim Khúc lần thứ 5.
Từ đó, Châu Hoa Kiện cũng bắt đầu phát triển tại thị trường Hồng Kông. Ngoài vai chính trong bộ phim Once a Cop (超級計劃, tựa việt: Câu Chuyện Cảnh Sát: Kế hoạch siêu cấp) của Hồng Kông năm 1993 cùng Dương Tử Quỳnh và Vu Vinh Quang.

### Giai đoạn 1999-nay

Châu Hoa Kiện trong buổi biểu diễn cá nhân thuộc phạm vi tour diễn vòng quanh thế giới của anh ở Nhà thi đấu Đài Bắc vào năm 2015

Từ năm 1999, Châu Hoa Kiện bắt đầu thay đổi phong cách, và các thể loại âm nhạc của anh ngày càng trở nên đa dạng và quốc tế hóa. Ngoài việc phát hành liên tiếp album tiếng Anh "MY OH MY" và album tiếng Trung NOW 現在, anh còn tham gia nhiều buổi biểu diễn khác nhau ở Đài Loan, Hồng Kông, Trung Quốc đại lục, Đông Nam Á và Bắc Mỹ, làm người thể hiện phiên bản tiếng Trung của ca khúc chủ đề của Disney bộ phim hoạt hình Tarzan của Disney. A cùng với Tao Jingying đồng tổ chức Lễ trao giải Kim Mã lần thứ 36, thương hiệu MUJI, tham gia làm khách mời buổi hòa nhạc của La Đại Hữu, Hoàng Phẩm Nguyên, Thành Long, v.v,
Trong thời gian này, anh được nhận một số giải thưởng như "Grand Prize: National Honorary Singer" tại lê trao giải thường niên của Danh sách nhạc pop nguyên bản Trung Quốc, "Golden Song of the Year" và Top 10 danh ca của đài phát thanh Metro Broadcast Corporation Hồng Kông, giải thưởng "Bài hát tiếng Quan thoại hay nhất" với ca khúc "Any Song Reminds You Of Me", Nam ca sĩ được yêu thích nhất Đài Loan và Hồng Kông tại lễ trao giải China Golden Disc Award lần thứ 1.
Từ năm 2001, do ảnh hưởng bởi thị trường thu âm chững lại và những thách thức từ lớp nhạc sĩ mới nổi, Châu Hoa Kiện đã gặp phải một giai đoạn nút cổ chai trong sự nghiệp của mình, công việc sáng tác gặp nhiều khó khăn, anh thừa nhận rằng mình thậm chí đã nghĩ đến việc tự tử.
Cuối cùng Châu Hoa Kiện đã từ bỏ việc theo đuổi thể loại nhạc pop một cách mù quáng, quay trở về với sự dịu dàng vốn có. Năm 2003, Châu Hoa Kiện người đang gặp bế tắc trong quá trình sản xuất âm nhạc, đã đưa đội ngũ sản xuất của mình chuyển sang phá kỷ lục đến khách sạn quốc tế Dương Minh Sơn, Bắc Đầu, Đài Bắc để sản xuất album mới "Love Hotel- Happiness Together". Từ 2003 đến 2005, hàng chục buổi biểu diễn đã được tổ chức tại Trung Quốc đại lục, Malaysia và Hoa Kỳ và nhiều nơi khác.
Năm 2006, để kỷ niệm 20 năm bước vào sân khấu âm nhạc, Châu Hoa Kiện đã phát hành album solo thứ 29 "Rainman" trong đời, và tổ chức liên tiếp concert solo quy mô lớn "Hoa Kiện 20" tại Bắc Kinh,Trùng Khánh, Thượng Hải, Nam Kinh, Nam Ninh, Đài Bắc, Hồng Kông, Hàng Châu, Thái Nguyên, Thường Châu, Singapore để kỷ niệm 20 ca hát.
Trước thềm khai mạc Thế vận hội mùa hè 2008 tại Bắc Kinh, anh đã tích cực tham gia các hoạt động chào mừng Olympic khác nhau, ngoài việc được chọn làm thủ lĩnh danh dự của Đội tình nguyện Olympic Bắc Kinh 2008 và tham gia vào cuộc rước đuốc Olympic ở ga Tam Á.
Anh cũng đích thân sáng tác và sáng tác bài hát cổ vũ Olympic Bắc Kinh và bài hát tiếp sức ngọn đuốc Olympic là "Legend of the Torch" và "I am a Star" đã trở thành một trong những bài hát Olympic được hát rộng rãi. Cùng năm đó, anh và La Đại Hựu, Lý Tông Thịnh và Trương Chấn Nhạc thành lập nhóm nhạc "Superband", tạo dựng cảm hứng mới của thị trường âm nhạc Trung Quốc (thế hệ 1970-1990). Kể từ tháng 3 năm 2009, 53 buổi hòa nhạc đã được lưu diễn dọc theo hàng chục thành phố ở Đài Bắc, Hồng Kông, Bắc Kinh, Hoa Kỳ, v.v. với doanh số vé bán ra vô cùng ấn tượng.
Năm 2010, concert cá nhân Hoa ghép hình được tổ chức liên tiếp tại hàng chục thành phố như Bắc Kinh, Vũ Hán, Cáp Nhĩ Tân, v.v.
Từ năm 2010 đến 2011, anh tham gia làm khách mời biểu diễn trong "Concert Happy Paradise Rock Records 30" tại các nhà ga Đài Bắc, Singapore, Bắc Kinh và Thượng Hải. Vào ngày 20 tháng 5 năm 2011, album thứ 30 "Hua Dan" đã được phát hành, nội dung chính là cover các bài hát của các nữ ca sĩ khác.
Năm 2013, anh phát hành album cá nhân mới "Giang Hồ" với chủ đề "anh hùng" và "giang hồ" ra mắt lần đầu tiên tại Đài Loan, Hồng Kông, Singapore và các khu vực khác vào ngày 6 tháng 12 và chính thức phát hành tại Trung Quốc Đại lục vào ngày 30 tháng 12.
Từ cuối năm 2013, anh là một trong 4 giám khảo của chương trình Sing my song Trung Quốc trên kênh CCTV3 của đài CCTV. Chương trình bắt đầu từ ngày 6 tháng 1 năm 2014.
Năm 2014, album "Giang Hồ" gành được nhiều đề cử trong Giải Âm nhạc Phong Vân Bảng gồm Nam ca sĩ xuất sắc nhất, Album hay nhất, Nhạc trữ tình hay nhất dành cho nhạc phẩm "Vẩy Mực" (viết lời: Trương Đại Xuân), nhà sản xuất bài hát hay nhất ("Vẩy Mực", sáng tác: Châu Hoa Kiện, Hoàng Vận Nhân), MV ca nhạc hay nhất ("Vẩy Mực", đạo diễn: Trần Dịch Nhân), dự án thu âm hay nhất, và giành giải nam ca sĩ xuất sắc nhất.

## Danh sách các đĩa hát đã phát hành
Album thu âm và hiện trường (Studio album và Live album) 
| Năm     | Tên tiếng Hoa                     | Tên tiếng Việt                  | Tên tiếng Anh                                               | Ngôn ngữ                          | Chú thích                                       |
| ------- | --------------------------------- | ------------------------------- | ----------------------------------------------------------- | --------------------------------- | ----------------------------------------------- |
| 12/2019 | 少年                              | Thiếu Niên                      | The Younger Me                                              | Quan Thoại                        |                                                 |
| 03/2019 | 賽貂蟬                            | Sánh Điêu Thuyền                |                                                             | Quan Thoại                        | Sử dụng trong nhạc kịch cùng tên                |
| 12/2014 | 水滸三部曲                        | Thủy Hử Tam Bộ Khúc             | Water Margin Trilogy                                        | Quan Thoại                        |                                                 |
| 12/2013 | 江湖                              | Giang Hồ                        |                                                             | Quan Thoại                        |                                                 |
| 05/2011 | 花旦                              | Hoa Đán                         | Divas                                                       | Quan Thoại                        |                                                 |
| 10/2007 | 水滸108                           | Thủy Hử 108                     | 108 Heroes                                                  | Quan Thoại                        | Sử dụng trong nhạc kịch cùng tên                |
| 03/2006 | 雨人                              | Vũ Nhân                         | Wakin in the Rain                                           | Quan Thoại                        |                                                 |
| 07/2003 | 一起吃苦的幸福                    | Hạnh Phúc Cùng Nhau Chịu Khổ    | The Happiness We Bore Together                              | Quan Thoại                        |                                                 |
| 10/2001 | 忘憂草                            | Cỏ Vong Ưu                      | Day Lilies                                                  | Quan Thoại                        |                                                 |
| 11/1999 | NOW 現在                          | Hiện Tại                        | NOW                                                         | Quan Thoại                        |                                                 |
| 07/1999 | 泰山(國際中文版) 泰山(國際粤语版) |                                 | Tarzan Original Soundtrack (Cantonese and Mandarin Version) | Quan Thoại, Quảng Đông            | OST phim điện ảnh hoạt hình cùng tên của Disney |
| 02/1999 | MY OH MY                          |                                 | MY OH MY                                                    | Tiếng Anh                         |                                                 |
| 08/1998 | 有故事的人                        | Người Có Câu Chuyện             | Story Teller                                                | Quan Thoại                        |                                                 |
| 01/1998 | 我是誰                            | Tôi Là Ai                       | Who Am I                                                    | Quảng Đông, Quan Thoại, Tiếng Anh | OST phim điện ảnh cùng tên của Thành Long       |
| 10/1997 | 世界由你我開始                    | Thế Giới Bắt Đầu Từ Ta Và Người | The World Begins With You                                   | Quảng Đông                        |                                                 |
| 04/1997 | 朋友 Emil & Friends               | Bằng Hữu                        | Emil & Friends                                              | Quan Thoại                        |                                                 |
| 12/1996 | 生‧生活                           | Sống‧Cuộc Sống                  | Life‧Living                                                 | Quảng Đông                        |                                                 |
| 09/1996 | 小天堂                            | Tiểu Thiên Đường                | My Little Paradise                                          | Quan Thoại                        |                                                 |
| 06/1996 | 弦猶在耳                          | Huyền Do Tại Nhĩ                | Emil's Live Moments                                         | Quan Thoại, Quảng Đông, Tiếng Anh | Live album                                      |
| 02/1996 | 愛的光                            | Ánh Sáng Tình Yêu               | Light of Love                                               | Quan Thoại                        |                                                 |
| 12/1995 | 弦弦全全                          | Huyền Huyền Toàn Toàn           | Completely Wakin                                            | Quảng Đông                        |                                                 |
| 07/1995 | 愛相隨                            | Tình Yêu Theo Bước              | Love Follows Us                                             | Quan Thoại                        |                                                 |
| 04/1995 | 弦途有你                          | Đường Này Có Người              |                                                             | Quảng Đông                        |                                                 |
| 02/1995 | 我願意去等                        | Tôi Cam Lòng Đợi                | I'll Be Waiting                                             | Quan Thoại                        |                                                 |
| 10/1994 | 有弦相聚                          | Hữu Huyền Tương Tụ              | Music Brings Us Together                                    | Quảng Đông                        |                                                 |
| 06/1994 | 風雨無阻                          | Không Quản Gió Mưa              | Nothing Will Stop Me From Loving You                        | Quan Thoại                        |                                                 |
| 01/1994 | 今夜陽光燦爛                      | Đêm Nay Dương Quang Xán Lạn     | Emil A Live                                                 | Quan Thoại                        | Live album                                      |
| 08/1993 | SONGS OF BIRDS                    |                                 | SONGS OF BIRDS                                              | Tiếng Anh                         |                                                 |
| 04/1993 | 花‧心                             | Hoa Tâm                         | The Flowery Heart                                           | Quan Thoại                        |                                                 |
| 05/1992 | I REMEMBER                        |                                 | I REMEMBER                                                  | Tiếng Anh                         |                                                 |
| 11/1991 | 讓我歡喜讓我憂                    | Khiến Tôi Vui, Khiến Tôi Buồn   | You Make Me Happy And Sad                                   | Quan Thoại                        |                                                 |
| 02/1991 | BLUEBIRD                          |                                 | BLUEBIRD                                                    | Tiếng Anh                         |                                                 |
| 01/1990 | 不願一個人                        | Không Cam Một Mình              | I Don't Want To Be Alone                                    | Quan Thoại                        |                                                 |
| 11/1989 | 最真的夢                          | Giấc Mộng Thật Nhất             | The Truest Dream                                            | Quan Thoại                        |                                                 |
| 01/1989 | 期待更多 付出更多                 | Càng Kỳ Vọng, Càng Hy Sinh      | The More You Expect, The More You Give                      | Quan Thoại                        |                                                 |
| 09/1988 | SAD WITHOUT YOU                   |                                 | SAD WITHOUT YOU                                             | Tiếng Anh                         |                                                 |
| 08/1988 | 我是真的付出我的愛                | Tôi Thực Sự Hy Sinh Vì Tình Yêu | I Truly Give My Love To You                                 | Quan Thoại                        |                                                 |
| 07/1987 | 心的方向                          | Phương Hướng Của Trái Tim       | Direction Of The Heart                                      | Quan Thoại                        |                                                 |
| 1985    | 最後圓舞曲                        | Điệu Waltz Cuối                 | The Last Waltz                                              | Quan Thoại                        |                                                 |

Đĩa đơn (Single), EP và các nhạc phẩm tham gia cùng người khác
| Năm  | Tên tiếng Hoa            | Tên tiếng Việt                        | Ngôn ngữ               | Chú thích | Loại hình        |
| ---- | ------------------------ | ------------------------------------- | ---------------------- | --- | ---------------- |
| 2018 | 傾城之戀                 | Tình Yêu Khuynh Thành                 | Quan Thoại             | OST kết thúc bộ phim "Thời Gian Tươi Đẹp Của Anh Và Em 你和我的傾城時光" của Triệu Lệ Dĩnh và Kim Hạn. | Nhạc phim        |
| 2018 | 橙紅年代                 | Niên Đại Cam Hồng                     | Quan Thoại             | OST bộ phim cùng tên của Trần Vỹ Đình và Mã Tư Thuần. | Nhạc phim        |
| 2018 | 流浪的終點               | Đích Đến Của Lưu Lạc                  | Quan Thoại             | OST bộ phim điện ảnh hoạt hình "Cats and Peachtopia" (tựa Việt: Mèo Mập Đi Lạc). | Nhạc phim        |
| 2018 | 桃花源                   | Đào Hoa Nguyên                        | Quan Thoại             | OST bộ phim điện ảnh hoạt hình "Cats and Peachtopia" (tựa Việt: Mèo Mập Đi Lạc). | Nhạc phim        |
| 2018 | 最遠的路                 | Con Đường Xa Nhất                     | Quan Thoại             | OST bộ phim điện ảnh hoạt hình "Cats and Peachtopia" (tựa Việt: Mèo Mập Đi Lạc). | Nhạc phim        |
| 2018 | 有我陪你                 | Có Tôi Bên Bạn                        | Quan Thoại             | OST bộ phim điện ảnh hoạt hình "Cats and Peachtopia" (tựa Việt: Mèo Mập Đi Lạc). | Nhạc phim        |
| 2018 | 今夜新光燦爛             | Đêm Nay Ánh Sáng Xán Lạn              | Quan Thoại             | OST bộ phim điện ảnh hoạt hình "Cats and Peachtopia" (tựa Việt: Mèo Mập Đi Lạc). | Nhạc phim        |
| 2017 | 江湖晚                   | Giang Hồ Vãn                          | Quan Thoại             | Hát cùng Đới Thuyên. | Single           |
| 2015 | 已讀不回                 | Đã Đọc Không Đáp                      | Quan Thoại             | Nhạc được viết bởi Lý Kiếm Thanh. | EP               |
| 2013 | 不可能是不可能的事       | Không Thể Là Chuyện Không Thể         | Quan Thoại             | OST bộ phim điện ảnh hoạt hình "Kunta 3D". Hát cùng Tô Tuệ Luân. | EP               |
| 2013 | 盒子世界                 | Thế Giới của Kunta                    | Quan Thoại             | OST bộ phim điện ảnh hoạt hình "Kunta 3D" | EP               |
| 2013 | 瀟瀟雨未歇               | Mưa Phùn Không Dứt                    | Quan Thoại             | OST mở đầu bộ phim "Tinh Trung Nhạc Phi 精忠岳飛" của Huỳnh Hiểu Minh và Lâm Tâm Như. | Nhạc phim        |
| 2011 | 風雨后陽光必現           | Gió Mưa Qua, Ánh Sáng Sẽ Hiện Ra      | Quan Thoại             | OST kết thúc bộ phim "Tiếng Súng Ở Khách Sạn Modern Cáp Nhĩ Tân 馬迭爾旅館的槍聲". | Nhạc phim        |
| 2010 | 難說再見                 | Khó Nói Tạm Biệt                      | Quan Thoại             | Ca khúc quảng bá Expo 2010 Thượng Hải Trung Quốc. Hát cùng Đàm Tinh. Ca khúc này cũng được thể hiện vào năm 2008 như bài hát tạm biệt của Olympic Bắc Kinh 2008, khi Châu Hoa Kiện hát cùng Thành Long, Lưu Hoan và Lưu Đức Hoa. | Ca khúc quảng bá |
| 2010 | 相約上海                 | Cùng Hẹn Ở Thượng Hải                 | Quan Thoại             | Ca khúc quảng bá khai mạc Expo 2010 Thượng Hải Trung Quốc. Hát cùng Lưu Viên Viên, Mao A Mẫn. | Ca khúc quảng bá |
| 2010 | 红                       | Hồng                                  | Quan Thoại             | Nhạc nền màn diễn thực cảnh "Ấn Tượng Đại Hồng Bào" của Trương Nghệ Mưu, Vương Triều Ca, Phàn Dược chỉ đạo | Nhạc nền         |
| 2009 | 突然想愛你               | Đột Nhiên Muốn Yêu Người              | Quan Thoại             | Hát cùng Đinh Đang. |                  |
| 2009 | 過去的明天               | Ngày Mai Đã Qua Đi                    | Quan Thoại             | Ca khúc chủ đề kỷ niệm 20 năm giải Kim Khúc Đài Loan. Hát cùng nhiều nghệ sĩ khác như Lý Tông Thịnh, La Đại Hựu, Thái Cầm, Giang Huệ, Thái Y Lâm, S.H.E, Tiêu Kính Đằng, Lâm Hựu Gia, vv...                                      | Ca khúc quảng bá |
| 2008 | 如果你是我               | Nếu Người Là Ta                       | Quan Thoại             | Hát cùng Phạm Hiểu Kỳ. |                  |
| 2008 | 我和她 她和他            | Tôi Và Cô Ấy, Cô Ấy và Anh Ấy         | Quan Thoại             | Hát cùng Lý Chí Thanh. |                  |
| 2008 | 我是明星                 | Tôi Là Ngôi Sao                       | Quan Thoại             | Ca khúc nằm trong album cổ động Olympic Bắc Kinh 2008. | Ca khúc quảng bá |
| 2008 | 北京歡迎你               | Bắc Kinh Chào Đón Bạn                 | Quan Thoại             | Ca khúc nằm trong album cổ động Olympic Bắc Kinh 2008. Hát cùng nhiều nghệ sĩ khác. | Ca khúc quảng bá |
| 2008 | 聖火傳奇                 | Thánh Hoả Truyền Kỳ                   | Quan Thoại             | Ca khúc nằm trong album cổ động Olympic Bắc Kinh 2008. Hát cùng nhiều nghệ sĩ khác. | Ca khúc quảng bá |
| 2006 | 拼了                     | Liều Mạng                             | Quan Thoại             | Ca khúc quảng bá World Cup 2006 khi Đài truyền hình Đài Loan giành được quyền độc quyền phát sóng giải đấu này. | Ca khúc quảng bá |
| 2005 | 早上                     | Sáng                                  | Quảng Đông, Quan Thoại | Bộ ba ca khúc phát nền trên sóng kênh Music FM 993 của Đài tiếng nói tỉnh Quảng Đông. | Nhạc nền         |
| 2005 | 中午                     | Trưa                                  | Quảng Đông, Quan Thoại | Bộ ba ca khúc phát nền trên sóng kênh Music FM 993 của Đài tiếng nói tỉnh Quảng Đông. | Nhạc nền         |
| 2005 | 晚上                     | Tối                                   | Quảng Đông, Quan Thoại | Bộ ba ca khúc phát nền trên sóng kênh Music FM 993 của Đài tiếng nói tỉnh Quảng Đông. | Nhạc nền         |
| 2005 | 感動                     | Cảm Động                              | Quan Thoại             | Hát cùng Trương Vệ Kiện. |                  |
| 2004 | 愛在天地間               | Tình Yêu Giữa Trời Đất                | Quan Thoại             | Ca khúc tuyên truyền của tập đoàn Tiens. | Ca khúc quảng bá |
| 2003 | 手牽手                   | Tay Nắm Tay                           | Quan Thoại             | Ca khúc tuyên truyền chiến dịch chống dịch SARS. |                  |
| 2003 | 別傻了                   | Đừng Ngốc Nữa                         | Quan Thoại             | Hát cùng Nhậm Hiền Tề. |                  |
| 2003 | 雄心飛揚                 | Hùng Tâm Phi Dương                    | Quan Thoại             | Ca khúc tuyên truyền chiến dịch chống dịch SARS. |                  |
| 2002 | 常餐                     | Thường Xan                            | Quảng Đông             | Hát cho concert từ thiện "Vong Ưu" tại Hồng Kông. | Ca khúc quảng bá |
| 2000 | 花花世界                 | Hoa Hoa Thế Giới                      | Quan Thoại             | Ca khúc cổ động cho National Kidney Foundation. | Ca khúc quảng bá |
| 1999 | 温暖                     | Ấm Áp                                 | Quảng Đông             | Hát cùng Nhậm Hiền Tề. |                  |
| 1999 | 愛到最深處               | Yêu Nơi Thẳm Sâu Nhất                 | Quan Thoại             | Hát cùng Triệu Vịnh Hoa. |                  |
| 1998 | 百發百中                 | Bách Phát Bách Trúng                  | Quan Thoại             | Ca khúc cổ động Olympic. |                  |
| 1997 | For Love of You          |                                       | Tiếng Anh              | Hát trong album hợp tác giữa Rock Records và Disney. Ca khúc này được tập hợp trong album "ALL FOR LOVE 17 HIT BALLADS" của Disney.                                                                                              | Ca khúc quảng bá |
| 1997 | 最好的聲音               | Tiếng Ca Hay Nhất                     | Quảng Đông             | Ca khúc chủ đề kỷ niệm 20 năm lễ trao giải Thập Đại Trung Văn Ca Khúc. Hát cùng nhiều nghệ sĩ khác như Trương Học Hữu, Quách Phú Thành, Lưu Đức Hoa, Lý Khắc Cần, vv...                                                          |                  |
| 1994 | It's a Whole New Feeling |                                       | Tiếng Anh              | Hát cùng Hứa Cảnh Thuần. |                  |
| 1992 | 萍水相逢                 | Bèo Nước Gặp Nhau                     | Quan Thoại             | Bản Quan Thoại của "A Whole New World" trong phim hoạt hình điện ảnh "Aladdin". Hát cùng Trần Thục Hoa. | Nhạc phim        |
| 1992 | 新的世界                 | Một Thế Giới Mới                      | Quảng Đông             | Bản Quảng Đông của "A Whole New World" trong phim hoạt hình điện ảnh "Aladdin". Hát cùng Trần Thục Hoa. | Nhạc phim        |
| 1992 | 在星星上幻想             | Tưởng Tượng Nơi Các Vì Sao            | Quan Thoại             | |                  |
| 1992 | 你知不知道我             | Em Biết Chăng Tôi                     | Quan Thoại             | Tập hợp trong album "Tất Cả Cùng Vui 大家樂" của tập thể các nghệ sĩ Rock Records. |                  |
| 1992 | 心魔                     | Tâm Ma                                | Quảng Đông             | Bộ ba ca khúc chủ đề của phim điện ảnh "Yêu Thú Thành Thị 妖獸都市" với sự tham gia của Lê Minh, Trương Học Hữu, Lý Giai Hân, vv...                                                                                              | Nhạc phim        |
| 1992 | 愛把你給我               | Tình Yêu Trao Em Cho Tôi              | Quan Thoại             | Bộ ba ca khúc chủ đề của phim điện ảnh "Yêu Thú Thành Thị 妖獸都市" với sự tham gia của Lê Minh, Trương Học Hữu, Lý Giai Hân, vv...                                                                                              | Nhạc phim        |
| 1992 | 飛越迷霧                 | Bay Qua Sương Mù                      | Quan Thoại             | Bộ ba ca khúc chủ đề của phim điện ảnh "Yêu Thú Thành Thị 妖獸都市" với sự tham gia của Lê Minh, Trương Học Hữu, Lý Giai Hân, vv...                                                                                              | Nhạc phim        |
| 1991 | 東方之珠                 | Đông Phương Chi Châu                  | Quan Thoại             | Hát cùng La Đại Hựu, Lý Tông Thịnh, vv... |                  |
| 1991 | 來自你‧來自我‧來自他     | Đến Từ Anh, Đến Từ Tôi, Đến Từ Cậu Ta | Quan Thoại             | Hát cùng La Đại Hựu, Lý Tông Thịnh, vv... |                  |
| 1989 | 一言難盡                 | Một Lời Khó Hết                       | Quan Thoại             | Tập hợp trong album "Tân Lạc Viên 新樂園" của các ca-nhạc sĩ Rock Records. |                  |
| 1988 | You Never Make Me Worry  |                                       | Tiếng Anh              | Sáng tác bởi Lý Tông Thịnh (Nhạc/Lời) và Constance Woods (vợ của Châu Hoa Kiện). Hát cùng Trần Thục Hoa. |                  |
| 1987 | 我在這裡等你             | Tôi Ở Đây Đợi Người                   | Quan Thoại             | Hát với Hoàng Vận Linh. |                  |
| 1987 | 我有話要說               | Tôi Có Lời Muốn Nói                   | Quan Thoại             | Tác phẩm đầu tiên hợp tác giữa Châu Hoa Kiện và Lý Tông Thịnh. Trong ca khúc này Châu Hoa Kiện chỉ đảm nhiệm phần hát bè. |                  |
| 1986 | 快樂天堂                 | Thiên Đường Vui Vẻ                    | Quan Thoại             | Ca khúc do tập thể nghệ sĩ của Rock Records biểu diễn. Hát cùng Lý Tông Thịnh, Trần Thục Hoa, Trương Ngải Gia, Phan Việt Vân, vv...                                                                                              |                  |
| 1984 | 把愛找回來               | Đem Tình Yêu Về Nhà                   | Quan Thoại             | Ca khúc cổ động chiến dịch xã hội cùng tên. | Ca khúc quảng bá |
| 1984 | 誰曾說過                 | Ai Đã Từng Nói                        | Quan Thoại             | Tác phẩm được công bố sớm nhất của Châu Hoa Kiện, nằm trong album "Danh Ca Tam Nhân Hành 名歌三人行" cùng với Lâm Lương Nhạc, Tiền Tuy Hâm.                                                                                      |                  |

Đĩa tuyển tập (Best Collection)
| Năm     | Tên tiếng Hoa                   | Tên tiếng Việt                   | Tên tiếng Anh                   | Ngôn ngữ              | Chú thích                                        |
| ------- | ------------------------------- | -------------------------------- | ------------------------------- | --------------------- | ------------------------------------------------ |
| 06/2019 | 周華健 / SACD系列—周華健精選    | Tuyển tập SACD Châu Hoa Kiện     | Emil Chau Greatest Hits         | Quan Thoại            | Đĩa Super Audio CD                               |
| 12/2014 | KEEP WAKIN 1987-2002 周而復始   | Châu Nhi Phục Thủy               | KEEP WAKIN 1987-2002            | Quan Thoại, Tiếng Anh |                                                  |
| 12/2013 | MY FAVORITE SONGS               |                                  | MY FAVORITE SONGS               | Tiếng Anh             |                                                  |
| 05/2011 | FOREVER YOUNG (Best Collection) |                                  | FOREVER YOUNG (Best Collection) | Tiếng Anh             |                                                  |
| 10/2007 | 聽健16首 廣東精選               | Tuyển tập Quảng Đông "Nghe Kiện" |                                 | Quảng Đông            |                                                  |
| 09/2005 | 男人三十                        | Đàn Ông Ba Mươi                  | Wakin & Jonathan                | Quan Thoại            | Tuyển tập ca khúc Châu Hoa Kiện và Lý Tông Thịnh |
| 09/1997 | 光陰似健 1987-1997              | Quang Âm Tự Kiện                 |                                 | Quan Thoại            |                                                  |

LD, VCD và DVD/Bluray
| Năm     | Tên tiếng Hoa                                  | Tên tiếng Việt                                                | Tên tiếng Anh                                        | Ngôn ngữ                          | Chú thích | Loại hình    |
| ------- | ---------------------------------------------- | ------------------------------------------------------------- | ---------------------------------------------------- | --------------------------------- | --- | ------------ |
| 08/1993 | 今夜陽光燦爛                                   | Đêm Nay Dương Quang Xán Lạn                                   | EMIL MTV KARAOKE + CONCERT '93                       | Quan Thoại                        | Side A là các MV phát hành trong năm, Side B là các phần ghi hình trong concert "Đêm Nay Dương Quang Xán Lạn" tại Bắc Kinh cùng năm.            | Đĩa LD       |
| 01/1995 | EMIL CHAU'S SUPER COLLECTION                   |                                                               | EMIL CHAU'S SUPER COLLECTION                         | Quan Thoại, Quảng Đông            | 24 MV từ các ca khúc Quảng Đông, Quan Thoại của Châu Hoa Kiện.                                                                                  | Đĩa LD       |
| 08/1996 | 周華健視聽組合                                 |                                                               | EMIL'S LIVE, TOUR & SUPER COLLECTION                 | Quan Thoại, Quảng Đông            | Ghi hình từ tour diễn vòng quanh thế giới "Thiên Hạ Hữu Tình Nhân" trong cùng năm và các MV phát hành trong năm 1995-1996.                      | Đĩa LD       |
| 09/1997 | 現場一樣                                       | Hiện Trường Y Hệt                                             | EMIL'S LIVE ALIVE- CONCERT AND KARAOKE 1996          | Quảng Đông                        | Ghi hình từ concert ở Hồng Kông "Huyền Huyền Toàn Toàn" cùng năm.                                                                               | Đĩa LD       |
| 12/1997 | EMIL CHAU'S KARAOKE COLLECTION I               |                                                               | EMIL CHAU'S KARAOKE COLLECTION I                     | Quan Thoại                        | Tập hợp các MV trong năm 1994 và MV ca khúc "Bằng Hữu" cùng năm.                                                                                | VCD          |
| 12/1997 | EMIL CHAU'S KARAOKE COLLECTION II              |                                                               | EMIL CHAU'S KARAOKE COLLECTION II                    | Quan Thoại                        | Tập hợp các MV trong năm 1995-1997. | VCD          |
| 11/1999 | Hit 2000                                       |                                                               | Hit 2000                                             | Quan Thoại, Quảng Đông            | Tập hợp MV của các ca khúc Quảng Đông, Quan Thoại trong năm 1997, gồm các khúc từ album "Sống, Cuộc Sống" và "Thế Giới Bắt Đầu Từ Ta Và Người". | VCD          |
| 09/2003 | 今夜陽光燦爛周華健光采93亞洲巡迴演唱會全紀錄   | DVD Tour Diễn Vòng Quanh Châu Á "Đêm Nay Dương Quang Xán Lạn" | 'What A Sunny Night, What An Emil A Live' Asian Tour | Quan Thoại                        | | DVD          |
| 09/2003 | 周華健Love Hotel                               | Châu Hoa Kiện 'Love Hotel'                                    | Love Hotel DVD                                       | Quan Thoại                        | Tập hợp MV các ca khúc trong album "Hạnh Phúc Cùng Nhau Chịu Khổ".                                                                              | DVD          |
| 11/2003 | 周華健傷心的歌                                 | Bài Ca Thương Tâm                                             | A Sad Song MV                                        | Quan Thoại                        | MV mới của ca khúc cùng tên, lấy cảm hứng từ bộ phim điện ảnh "Crystal Boys" (孽子), cải biên từ tiểu thuyết cùng tên của Bạch Tiên Dũng.       | VCD          |
| 11/2003 | KEEP WAKIN周而復始1987-2002 3 in 1             |                                                               | KEEP WAKIN周而復始1987-2002 3 in 1                   | Quan Thoại                        | | DVD          |
| 05/2006 | WAKIN IN THE RAIN 雨人 周華健                  | Vũ Nhân                                                       |                                                      |                                   | Tập hợp MV các ca khúc trong album "Vũ Nhân".                                                                                                   | DVD          |
| 11/2006 | 滾石非常精選周華健原聲卡拉OK(只限馬來西亞銷售) | DVD Karaoke tuyển tập Châu Hoa Kiện                           |                                                      | Quan Thoại                        | Chỉ được phát hành tại Malaysia. | VCD          |
| 2015    | 周華健 : 今天唱什麼世界巡迴演唱會 台北場       | DVD World Tour Concert "Hôm Nay Hát Gì" trạm Đài Bắc          | Wakin Chau 2015 World Tour @ Taipei Arena (DVD)      | Quan Thoại, Quảng Đông, Tiếng Anh | | DVD, Blueray |

## Những phim đã tham gia
- 1987 - Osmanthus Alley (桂花巷)
- 1987 - The Game They Called Sex (黃色故事)
- 1993 - Project S còn gọi là. Once a Cop
- 1994 - Right Here Waiting (等愛的女人)
- 1995 - Just Married (橫紋刀劈扭紋柴)
- 1995 - I Want To Go On Living (我要活下去)
- 1995 - Faithfully Yours (叛逆情緣)
- 1995 - Rumble in the Bronx (Ice Cream Man)
- 1996 - Who's the Woman Who's the Man (金枝玉葉2)
- 1997 - All's Well End's Well 97
- 1997 - Walk In (奪舍)
- 1997 - Mr Nice Guy'(Ice Cream Man)
- 1997 - 知解時空
- 1998 - Spicy Love Soup (愛情麻辣燙)
- 1999 - Gorgeous
- 1999 - Purple Storm (紫雨風暴)
- 1999 - Tarzan
- 2001 - Headlines (頭號人物)
- 2003 - Homerun
- 2003 - The Pawnshop No. 8